# Plexaurella
Plexaurella ist eine Gattung aus der Unterklasse der Achtstrahligen Korallen (Octocorallia), die in flachen Regionen des tropischen Westatlantiks vorkommt.

## Merkmale
Wie fast alle Oktokorallen bilden die Arten der Gattung Plexaurella Kolonien, die aus vielen Einzelpolypen mit jeweils acht Tentakeln bestehen. Die Kolonien stehen aufrecht, sind nur spärlich leicht buschig oder planar (zweiseitig) verzweigt und sind nur wenig flexibel. Sie werden im Innern von einem proteinhaltigen Achsenskelett mit einer gekammerten Zentralachse gestützt. Im Achsenskelett wechseln sich dicht verkalkte und weniger verkalkte Abschnitte immer wieder ab. Die Haftscheibe besteht vor allem aus Aragonit. Die gleichmäßig über die Oberfläche verteilten Polypen sind monomorph und können sich in große Polypenkelche zurückziehen. Bei einigen Arten fehlen die Polypenkelche jedoch. Den Polypen besitzen stäbchenförmige Sklerite, die kragenförmig oder spitz angeordnet sind, oder sie fehlen. Das Coenenchym ist dick und porös. Es besteht aus drei Schichten. Die äußere Schicht ist normalerweise dünn und gefüllt mit sechsstrahligen Skleriten oder Skleriten in Form kleiner Schmetterlinge mit sehr kurzen Flügeln. Die mittlere Schicht ist dick und mit größeren Skleriten in Schmetterlingsform, in Form von Spindeln und/oder dreistrahligen, vierstrahligen oder sechsstrahligen Skleriten versehen. Die Sklerite der innersten Schicht ähneln denen der mittleren Schicht, sind aber kleiner und weniger ornamentiert. Die Arten der Gattung Plexaurella leben mit Zooxanthellen in Symbiose und beziehen durch diese einen Teil ihrer Nährstoffe.

## Arten
Zur Gattung Plexaurella gehören acht Arten:
- Plexaurella dichotoma (Esper, 1788)
- Plexaurella grandiflora Verrill, 1912
- Plexaurella grisea Kunze, 1916
- Plexaurella nutans (Duchassaing & Michelotti, 1860)
- Plexaurella obesa Verrill, 1912
- Plexaurella rastrera Cordeiro, McFadden, Sánchez & Pérez, 2021
- Plexaurella regia Castro, 1989
- Plexaurella teres Kunze, 1916